# 163 Erígone
Erígone (asteroide 163) é um asteroide da cintura principal com um diâmetro de 72,63 quilómetros, a 1,91670415 UA. Possui uma excentricidade de 0,1903735 e um período orbital de 1 330,46 dias (3,64 anos).
Erígone tem uma velocidade orbital média de 19,35786969 km/s e uma inclinação de 4,80589647º.
Este asteroide foi descoberto em 26 de abril de 1876 por Joseph Perrotin.